# Aly & Fila
Aly & Fila er en egyptisk trance musik duo bestående af Aly Amr Fathalah (aka Aly) og Fadi Wassef Naguib (aka Fila). De er værter for et internet radioshow hver mandag på Digitally Imported radio, kaldet Future Sound of Egypt.

## Historie
Aly Amr Fathalah (Aly) og Fadi Wassef Naguib (Fila), den egyptiske duo blev begge født i 1981 og har kendt hinanden siden børnehaven. Efter forelskelsen i musik af Paul Van Dyk, Steve Helstrip og Chicane, byggede de deres første lille studie og begyndte at lave elektronisk musik og DJing i 1999. Efter at etablere sig i Egypten, besluttede de at gå internationalt. I 2002 underskrev de kontrakt med det tyske pladeselskab, Euphonic Records. Deres første udgivelse, "Eye of Horus" blev spillet meget af folk som Paul Van Dyk, Armin Van Buuren, DJ Tiësto og mange andre.